# Vesiculaphis grandis
Vesiculaphis grandis är en insektsart. Vesiculaphis grandis ingår i släktet Vesiculaphis och familjen långrörsbladlöss. Inga underarter finns listade i Catalogue of Life.